# Пеньяфьель
Пеньяфьель (исп. Peñafiel)  —  муниципалитет в Испании, входит в провинцию Вальядолид в составе автономного сообщества Кастилия и Леон. Муниципалитет находится в составе района (комарки) Кампо-де-Пеньяфьель. Занимает площадь 75,99 км². Население — 5571 человек (на 2010 год). Расстояние до административного центра провинции — 56 км.

## Достопримечательности
Название Пеньяфьель происходит от латинского Pinna Fidelis («верная скала / гора»). Название не случайно: возвышающийся над городом замок Пеньяфьель долгие годы служил защитной крепостью. Его можно увидеть издалека, и это типичная открытка города — замок и музей вина Вальядолида, откуда открывается впечатляющий вид на город и окрестности. 
Помимо замка, селение известно средневековой площадью вокруг него, используемой для боя быков и именуемой Plaza del Coso. Площадь окружена частными домами, но так как она использовалась для использования во время боя быков, окна, балконы и дверные проемы принадлежат городу на праве сервитута.
Город полон раскопанных пещер, которые были часто используемы из-за постоянной температуры. В этих пещерах есть вентиляция для удаления газов, образующихся в результате брожения вина. Эти вентиляционные отверстия усеивают пейзаж вокруг города и замка.
Под замком, но над городом были в большом количестве вырыты винные погреба. Гора содержит десятки таких пещер для хранения вина, некоторые из которых большие (200 футов). В самом Пеньяфьеле также много виноделен, так как вокруг него расположены виноградники винодельческого региона Рибера-дель-Дуэро. Для местной экономики с каждым годом всё важнее значение винного туризма.

## Население
| Год  | Численность | Численность   |
| ---- | ----------- | ------------- |
| 2001 | 5127        | [ 3 ]         |
| 2002 | 5225        | [ 4 ]         |
| 2004 | 5433        | [ 5 ]         |
| 2005 | 5401        | [ 6 ]         |
| 2006 | 5486        | [ 7 ]         |
| 2007 | 5514        | [ 8 ]         |
| 2008 | 5567        | [ 9 ]         |
| 2009 | 5592        | [ 10 ]        |
| 2010 | 5571        | [ 11 ]        |
| 2011 | 5616        | [ 12 ]        |
| 2012 | 5628        | [ 13 ]        |
| 2013 | 5578        | [ 14 ]        |
| 2014 | 5428        | [ 15 ]        |
| 2015 | 5419        | [ 16 ]        |
| 2016 | 5327        | [ 17 ]        |
| 2017 | 5201        | [ 18 ]        |
| 2018 | 5090        | [ 19 ] [ 20 ] |
| 2019 | 5037        | [ 21 ]        |
| 2020 | 5054        | [ 22 ]        |
| 2021 | 5068        | [ 23 ]        |
| 2022 | 5104        | [ 24 ]        |
| 2023 | 5172        | [ 25 ]        |
| 2024 | 5188        | [ 1 ]         |